# Marvel’s Iron Man VR
Marvel’s Iron Man VR ist ein Virtual-Reality-Computerspiel des amerikanischen Spieleentwicklers Camouflaj, das 2020 zunächst exklusiv für die PlayStation 4 erschien. Voraussetzung zum Spielen ist der Besitz des Head-Mounted Displays von PlayStation VR. Gesteuert wird die Spielfigur Iron Man mit zwei PlayStation-Move-Motion-Controllern.
Im November 2022 erschien das Spiel zusätzlich im Meta-Store für die Headsets Quest 2, Quest Pro und später Quest 3.

## Handlung
Tony Stark, das Alter Ego des Superhelden Iron Man, hat sich bereits seit mehreren Jahren aus dem Waffengeschäft zurückgezogen und arbeitet ausschließlich an seiner Iron-Man-Technologie, um das Böse auf der Welt zu bekämpfen. Im Verlauf des Spiels wird er mit dem mysteriösen Gegner Ghost konfrontiert. Dabei handelt es sich um einen weiblichen Schurken mit einer sozialen Agenda, die ihre Hacker-Fähigkeiten dazu nutzt, große Unternehmen zu attackieren, die ihrer Meinung nach den normalen Bürger versklaven. Ghost hat jetzt Stark Industries im Visier, greift dessen Fabriken rund um den Erdball an und nutzt bei den Überfällen auch gehackte Waffen von Stark Industries. So wird der Spieler, der in die Rolle des Iron Man schlüpft, unter anderem auch in Luftkämpfe mit Kampfdrohnen aus eigener Produktion verwickelt.

## Spielprinzip
Gesteuert wird die Spielfigur des Iron Man mit zwei PlayStation-Move-Motion-Controllern, die als virtuelle Hände des Protagonisten funktionieren. Mit dem Trigger werden die Repulsor-Schubdüsen aktiviert, um die Spielfigur im Raum zu bewegen, mit dem Move-Knopf Energiestrahlen abgefeuert und mit der X-Taste ein Schlag ausgeführt. Bei der Steuerung müssen die Controller in einem bestimmten Winkel abgespreizt und die Hände gedreht werden, damit sich Iron Man in die gewünschte Richtung bewegt, beschleunigen und abbremsen kann. Ein ausführliches Tutorial führt den Spieler in die komplexe Bedienung ein. Im weiteren Spielverlauf können unterschiedliche, aus den Filmen und Comics bekannte Iron-Man-Anzüge getragen und in einer Werkstatt verbessert werden. Darunter befindet sich auch eine exklusive Rüstung, die von dem Comiczeichner Adi Granov eigens für das Spiel entworfen wurde.
Am 21. August 2020 erschien eine kostenfreie Erweiterung, die dem Spiel neben der Optimierung der Ladezeiten auch neue Waffen, beispielsweise eine Freifallbombe, EM-Ladungskanone oder den Mikroschwarm, hinzufügten. Zusätzlich gab es den neuen Schwierigkeitsgrad Ultimate und den Spielmodus Neues Spiel +.

## Entwicklungs- und Veröffentlichungsgeschichte
Erstmals angekündigt wurde das Spiel im März 2019 im Rahmen des State-of-Play-Livestream-Formats von Sony Interactive Entertainment. Ursprünglich sollte das Spiel im Februar 2020 erscheinen, wurde dann aber zuerst auf den Mai 2020 verschoben. Der tatsächliche Erscheinungstermin war der 3. Juli 2020.

## Rezeption
Die ersten Berichte der Fachpresse, die eine noch nicht finale Version von Marvel’s Iron Man VR erproben konnten, heben die gelungene Immersion, die intuitive Steuerung sowie die vielfältigen Einsatzmöglichkeiten des Iron-Man-Anzugs hervor und bescheinigen ein insgesamt gelungenes VR-Erlebnis. Nach dem Erscheinen erhielt das Spiel eine durchschnittlich noch gute Gesamtbewertung in der internationalen Fachpresse. Auf der weltweit größten Messe für Computer- und Videospiele, der Gamescom, erhielt Marvel’s Iron Man VR 2019 die Auszeichnung als bestes VR-Spiel.

„Fazit: »Die Schüsse sind präzise und haben ordentlich Wumms dahinter, dasselbe gilt für die Schläge, welche man dem Gegner verpassen kann. Sobald man mehr Gefühl für das Fliegen und gleichzeitig schießen entwickelt hat, fühlt man sich schon etwas wie Tony Stark.«“

„Fazit: »... ein netter und für 40 Euro im Umfang fairer Actiontitel mit interessanten Steuerungseinfällen und knalligen Kämpfen, wenn man erstmal drin ist.«“

„Fazit: »Schon nach wenigen Sekunden wird klar, warum Iron Man VR perfekt zur virtuellen Realität passt: Man fühlt sich nämlich wirklich wie Iron Man. Die Move-Controller in den Händen verwandeln sich in die charakteristischen Schubdüsen, mit denen man sich elegant durch die Luft bewegt.«“